# Fiat Série Diamante

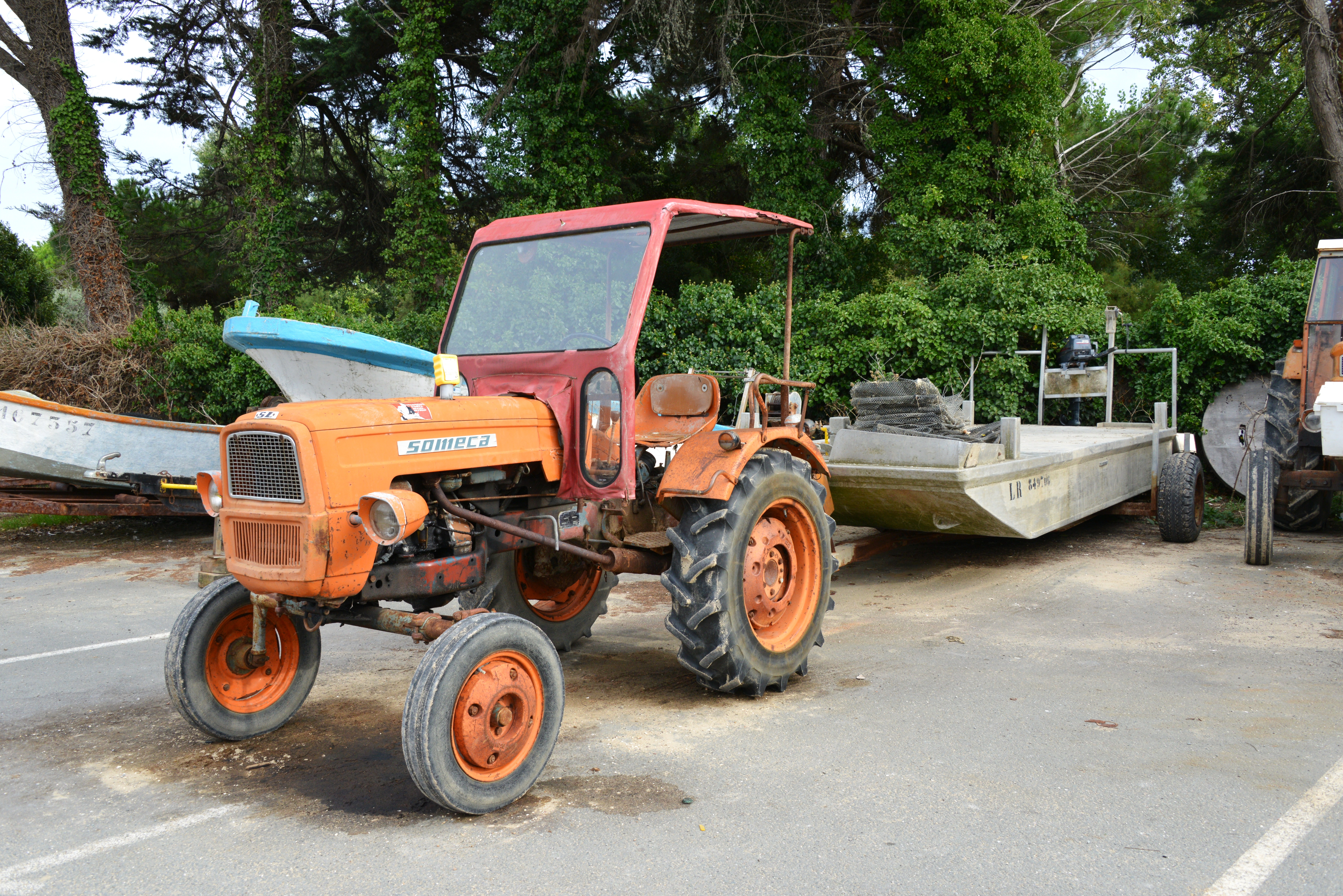
Tracteur Fiat Someca 215 (sur l'île de Ré)

La série Fiat Diamante est une gamme de tracteurs agricoles fabriqués par le constructeur italien Fiat Trattori à partir de 1963. Cette série sera également produite par les filiales étrangères du groupe et sous licence par des constructeurs étrangers.

## Histoire
Créée en 1917, la division matériel agricole du géant turinois Fiat s'appelle Fiat Trattori. Pour la première fois en 1957, sa production de tracteurs agricoles dépasse les 100 000 unités dans l'année. En 1958, Fiat Trattori est le premier constructeur en Europe. Les tracteurs agricoles Fiat Trattori sont fabriqués, commercialisés et exportés sous les marques Fiat et Fiat-OM. Comme pour les divisions automobile et poids lourds, Fiat Trattori dispose de nombreuses filiales à l'étranger Fiat Someca en France, UTB en Roumanie, Türk Traktör en Turquie, Tovarna en ex Yougoslavie, Fiat Concord en Argentine et a accordé une licence de fabrication à Kubota au Japon pour certains modèles.
En 1974, le patron du groupe Fiat, Gianni Agnelli, décide de réorganiser complètement son groupe en transformant les anciennes divisions en sociétés holdings. La division "Fiat Trattori" devient la holding indépendante Fiat Trattori S.p.A. et intègre les filiales italiennes OM et FIAT-OCI, française Someca, argentine Fiat Trattori Argentina, etc.  

## La gamme Fiat-OM Série Diamante
Au début des années 1960, les tracteurs Fiat et OM avaient acquis (depuis longtemps) une solide réputation de robustesse et de fiabilité. Leur prix d'achat comme de fonctionnement les a rendus compétitifs sur les marchés mondiaux mais les études menées par le service marketing montraient une baisse d'intérêt pour les modèles en raison d'une moindre originalité dans l'esthétique par rapport aux concurrents. C'est pour cela que la direction turinoise confia, en 1964, une mission, la première en son genre, au cabinet du fameux designer Pininfarina pour créer la carrosserie de la future gamme Diamante.
La Série Diamante (Diamant) comporte 5 modèles de base, Fiat 215 - 315 - 415 - 615 & 715, tous en version normale 2WD et 4WD baptisés DT. Elle a été lancée en 1965 pour remplacer l'ensemble des modèles de tracteurs à roues du constructeur italien. C'était la première fois qu'une gamme de tracteurs était lancée. Auparavant, chaque tracteur agricole était présenté aux professionnels pour répondre à un besoin particulier sans pour autant appartenir à une même gamme logique de matériels. Cette gamme restera en production jusqu'en fin d'année 1968, remplacée par la Série Nastro Oro lancée en janvier 1968.
A cette époque, la répartition des marques de la division Fiat Matériels Agricoles était très simple. Les modèles de faible et moyenne puissance, comprises entre 10 et 70 Ch DIN, étaient commercialisés, en Italie, sous la marque Fiat, les modèles de puissance supérieure à 70 Ch DIN, sous la marque OM. Sur les marchés d'exportation, on ne trouvait que très rarement la marque OM.
Les filiales étrangères comme Fiat Concord en Argentine, Fiat do Brasil, Fiat Someca en France, Fiat Türk en Turquie, produisaient et distribuaient les modèles sous leur propre marque sans faire ce genre de distinction.
Avec cette série, Fiat Trattori inaugure également une nouvelle manière de dénommer ses modèles. Tous les modèles de la série Diamante se terminent par 15. Le chiffre qui précède désigne la puissance exprimée en dizaine de chevaux. Exemple : le tracteur Fiat 215 dispose d'un moteur développant 20 chevaux DIN.
La série Diamante apporte un grand nombre de nouveautés dans le machinisme agricole :
- premiers tracteurs agricoles à disposer d'une boîte de vitesses synchronisées,
- première gamme complète équipée du blocage du différentiel,
- premiers modèles à disposer du système Fiat Amplicouple insérable par levier sur les modèles Fiat 415, 615 et OM 715.

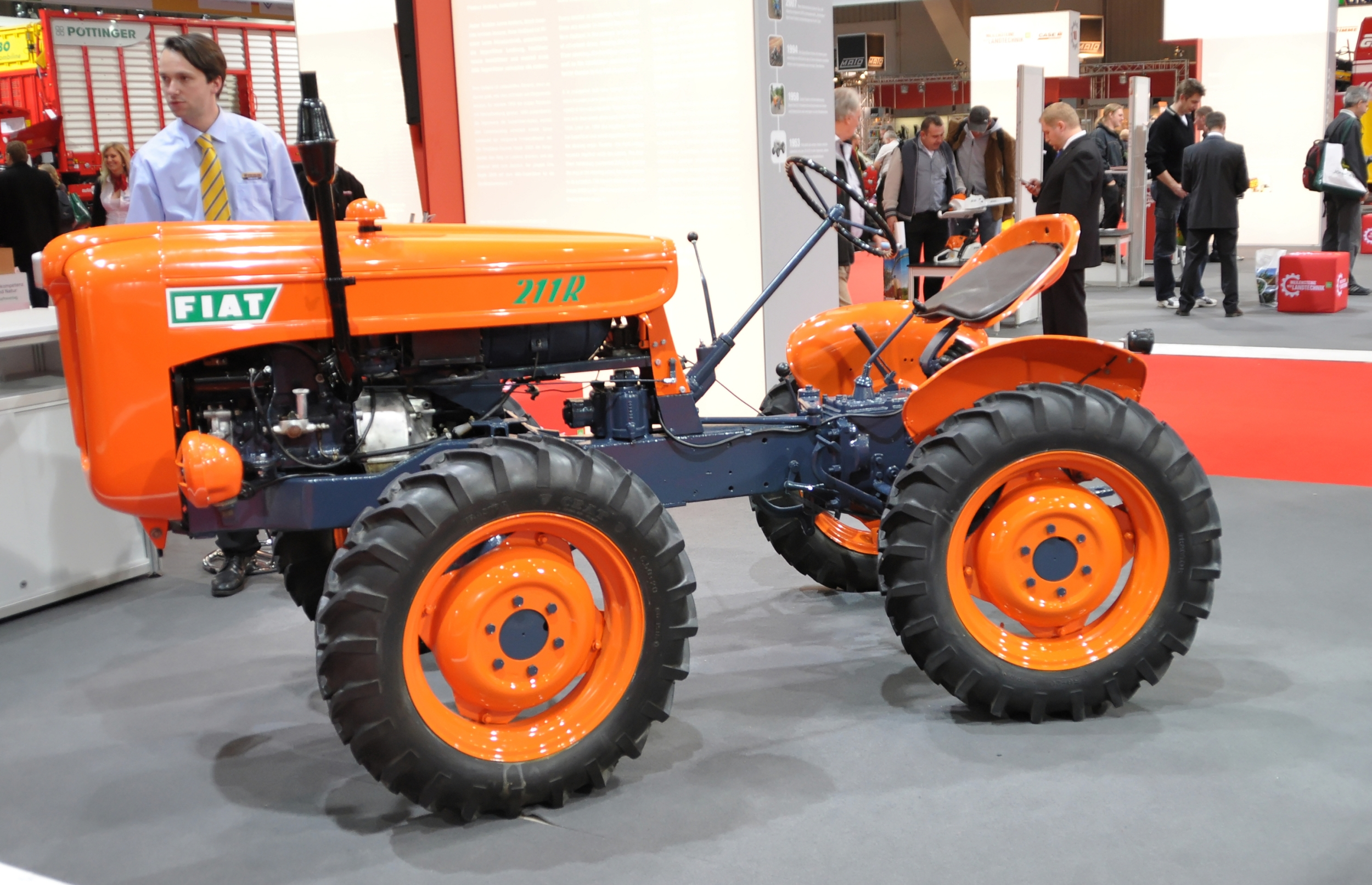
Tracteur Fiat 211RA, version 4x4 articulée du Fiat 211R

### Fiat 215
Ce modèle 215 a remplacé le fameux tracteur Fiat 18 "La Piccola" et les Fiat 211R & 211RA.
Le modèle était disponible en plusieurs versions :
- normal 2WD ou 4WD version DT,
- montagne, version 4x4 articulée avec 4 roues de même taille, sur le même principe que le Fiat 211RA,
- verger (largeur hors tout : 1.110 mm) et vigneron (largeur : 980 mm).

- Fiat 215 / DT - équipé du moteur diesel 2 cylindres Fiat type 614 de 1.135 cm3 (85x100 mm) développant (15 kW) 21 Ch DIN à 2.300 tr/min et un couple de 67 N m à 1.520 tr/min. Boîte à 6 rapports avant et 2 arrière, embrayage mono-disque. Attelage 3 points pour outils portés, trainés ou machines à prise de force, relevage hydraulique 570 kg. Empattement : 1.700 mm, longueur : 2.740 mm, largeur : 1.470 à 1.980 mm, hauteur au capot : 1.280 mm, voies AV : variable de 1.050 à 1.650 mm AR de 1.100 à 1.730 mm, garde au sol : 500 mm, poids à vide avec masse : 1.080 kg, pneumatiques AV 5.00-15 (7.50-16 4WD) - AR 9.50-24,

### Fiat 315
Le modèle était disponible en plusieurs versions :
- normal 2WD & 4WD version DT
- verger (largeur hors tout : 1.110 mm) et vigneron (largeur : 980 mm).

- Fiat 315 - équipé du moteur diesel 4 cylindres Fiat type 605D 015 de 1.901 cm3 de cylindrée développant 33 ch DIN à 2.500 tr/min et un couple 110 N m à 1.600 tr/min. Boîte de vitesses à 6 rapports avant et 2 arrière avec réducteur épicycloïdal de série et un autre supplémentaire en option ajoutant 3 vitesses AV rampantes, embrayage bi-disque. Arbre de prise de force indépendant. Attelage 3 points pour outils portés, trainés ou machines à prise de force, relevage hydraulique 1.400 kg. Empattement : 1.925 mm, longueur : 3.015 mm, largeur : 1.660 mm, hauteur au capot : 1.300 mm, voies AV/AR : variable de 1.300 à 2.010 mm, garde au sol : 465 mm, poids à vide sans masses : 1.540 kg, pneumatiques AV 5.50-16 - AR 11-28,

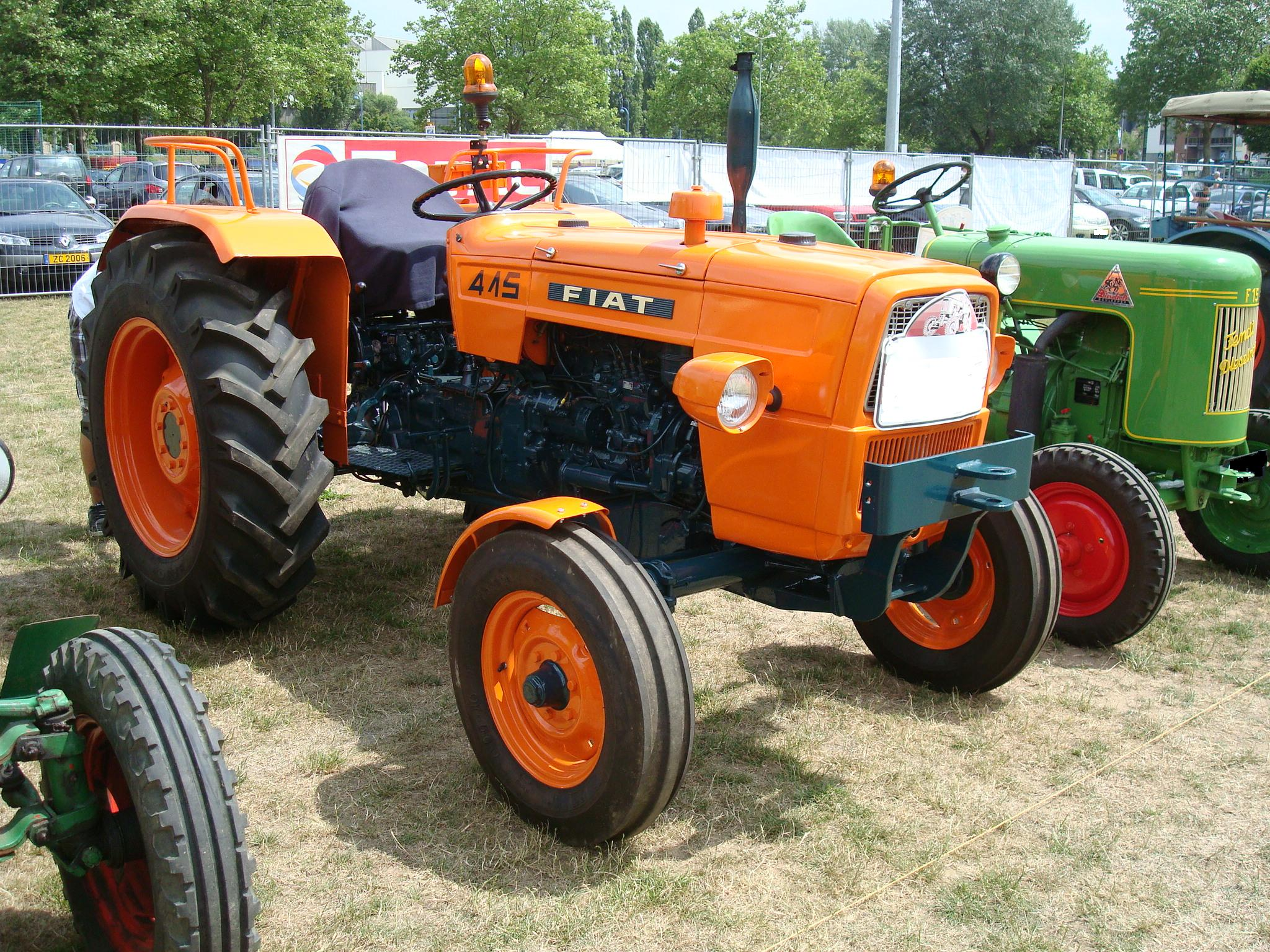
Fiat 415

### Fiat 415
Le modèle était disponible en plusieurs versions :
- normal 2WD ou 4WD version DT,
- montagne, version 4x4 articulée avec 4 roues de même taille,
- verger (largeur hors tout : 1.110 mm) et vigneron (largeur : 980 mm).

- Fiat 415 - équipé du moteur diesel 4 cylindres Fiat type 615 de 2.270 cm3 développant (33 kW) 42 Ch DIN à 2.300 tr/min, couple : 140 N m à 1.580 tr/min. Boîte à 2 gammes 6 rapports avant et 2 arrière, embrayage double à commande séparée, en option : réducteur épicycloïdal ajoutant 4 vitesses AV et 1 AR rampantes. Attelage 3 points pour outils portés, trainés ou machines à prise de force.

- Fiat 415 2WD - Empattement : 1.925 mm, longueur : 3.040 mm, largeur : 1.830 mm, hauteur au capot : 1.515 mm, voies AV/AR : variable de 1.280 à 1.980 mm, garde au sol : 480 mm, poids à vide sans masses : 1.600 kg, pneumatiques 2WD : AV 6.00-16 - AR 12-28 / 4WD : AV 9.50-24 - AR 13.6-32.

- Fiat 415 DT 4WD - Empattement : 1.835 mm, longueur : 3.205 mm, largeur : 1.608 à 2.208 mm, hauteur au capot : 1.315 mm, voies AV : 1.385 mm / AR : variable de 1.300 à 1.900 mm, garde au sol : 480 mm, poids à vide sans masses : 1.600 kg, pneumatiques : AV 7.50-20 - AR 11-28.

- Fiat 415 Grand Dégagement - Empattement : 1.920 mm, longueur : 3.360 mm, largeur : 1.608 à 2.208 mm, hauteur au capot : 1.315 mm, voies AV : variable de 1.410 à 1.810 mm / AR : variable de 1.200 à 1.900 mm, garde au sol : 580 mm, poids à vide sans masses : 1.780 kg, pneumatiques : AV 6.00-16 / AR 10-36 ou 11-36.

- Fiat 415 Vigneron - Empattement : 1.925 mm, longueur : 3.280 mm, largeur : 981 à 1.355 mm, hauteur au capot : 1.255 mm, voies AV : variable de 805 à 1.065 mm / AR : variable de 740 à 1.114 mm, garde au sol : 350 mm, poids à vide sans masses : 1.480 kg, pneumatiques : AV 5.00-15 / AR 9-28 ou 10-28.

- Fiat 415 Etroit - Empattement : 1.925 mm, longueur : 3.280 mm, largeur : 1.093 à 1.653 mm, hauteur au capot : 1.285 mm, voies AV : variable de 955 à 1.360 mm / AR : variable de 820 à 1.380 mm, garde au sol : 390 mm, poids à vide sans masses : 1.560 kg, pneumatiques : AV 6.00-16 / AR 10-28 ou 11-28.

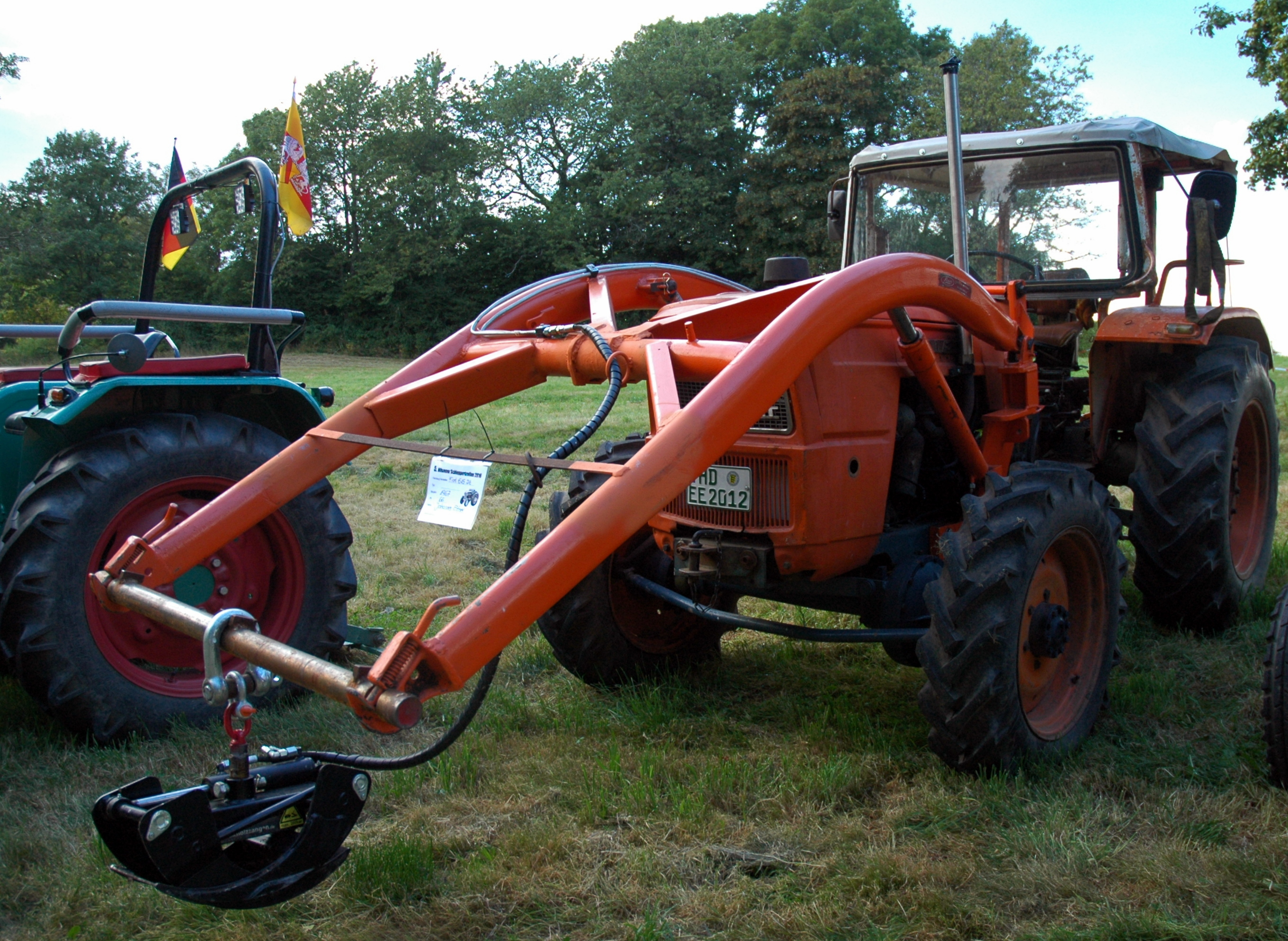
Tracteur Fiat 615 DT

### Fiat-OM 615
Ce modèle a été commercialisé en 2 versions 2WD & 4WD, avec deux moteurs au choix, l'un refroidi par eau et l'autre refroidi par air, Fiat-OM 615 AR.
- Fiat-OM 615 - équipé du moteur diesel 4 cylindres Fiat-OM type OM CO2D45 de 4.397 cm3 développant (50 kW) 65 Ch DIN à 1.900 tr/min, couple 272 N m à 1.250 tr/min. Pompe d'injection rotative Fiat FP KS 22A avec régulateur hydraulique. Boîte à 2 gammes 7 rapports avant et 2 arrière, embrayage double à commande séparée avec prise de force totalement indépendante, en option : embrayage double effet à commande par pédale. Attelage 3 points pour outils portés, trainés ou machines à prise de force, relevage hydraulique 2.250 kg. Empattement : 2.130 mm, longueur : 3.670 mm, largeur : 1.790 à 2.390 mm, hauteur au capot : 1.515 mm, voies AV : variable de 1.300 à 1.850 mm / AR : variable de 1.400 à 2.000 mm, garde au sol : 480 mm, poids à vide sans masses : 2.570 kg, pneumatiques 2WD : AV 6.00-19 - AR 11-36 ou 14-28 / 4WD : AV 9.50-24 - AR 13.6-32.

- Fiat-OM 615 AR - équipé du moteur diesel 4 cylindres Fiat-OM type OM CO1K50 de 4.156 cm3 développant 52 Ch DIN à 1.750 tr/min, couple - N m à 1.100 tr/min. Les autres caractéristiques étant identiques.

### Fiat-OM 715
Ce tracteur de forte puissance était spécialement destiné aux travaux lourds, disponible en 2WD et 4WD et avec deux moteurs au choix, l'un refroidi par eau l'autre par air 715AR. Il remplace le Fiat 80R :
- Fiat-OM 715 - équipé du moteur diesel 4 cylindres Fiat-OM type OM CO3D de 4.937 cm3 développant (52 kW) 71 Ch DIN à 2.000 tr/min, pompe d'injection rotative avec régulateur hydraulique. Boîte à 7 rapports avant et 2 arrière doublées par l'"Amplicouple Fiat", embrayage à disque bi-disque double effet avec blocage du différentiel. Attelage 3 points pour outils portés, trainés ou machines à prise de force, relevage hydraulique 2.050 kg. Empattement : 2.200 mm, longueur : 3.800 mm, largeur : 1.800 à 2.400 mm, hauteur au capot : 1.535 mm, voies AV : variable de 1.400 à 2.160 mm / AR : variable de 1.400 à 2.000 mm, garde au sol : 470 mm, poids à vide sans masses : 2.890 kg, pneumatiques 2WD : AV 6.50-20 ou 12-38 / AR 14-30 ou 14-34 / 4WD : AV 10-24 / AR 14-34.

- Fiat-OM 715 AR - équipé du moteur diesel 4 cylindres Fiat-OM type OM CO1K130 de 4.503 cm3 développant 60 Ch DIN à 1.900 tr/min, couple - N m à 1.100 tr/min. Les autres caractéristiques étant identiques.

## Les tracteurs Série Diamante produits à l'étranger
Le constructeur italien Fiat Trattori, dont le siège social est à Modène, grand centre industriel avec l'usine la plus importante du groupe, comprenait aussi les sociétés :
- en Italie :
  - Fiat Trattori avec les sites de Modène, Jesi et Turin,
  - FIAT-OCI, usine à Modène,
  - Fiat-OM à Suzzara,
- en Argentine : Fiat Trattori Argentina
- au Brésil : Fiat Trattori do Brasil
- en France : Fiat Someca,
- en Roumanie : UTB,
- en (ex) Yougoslavie : Tovarna,
- en Turquie : Türk Traktör
- au Maroc, usine de montage à Casablanca
- en Afrique du Sud, usine Vetsak pour l'assemblage à Pietermarizburg
- en Australie, usine de montage à Sidney

### Les filiales Fiat Trattori à l'étranger

#### Argentine
En Argentine, la filiale Fiat Concord dispose de deux usines; l'une à Córdoba qui fabrique toutes les parties mécaniques, l'autre à Santa Fe pour la production des tracteurs à roues.

#### Brésil
Fiat Trattori do Brasil dispose de deux usines au Brésil : l'une à Belo Horizonte pour la production de tracteurs à chenilles et l'autre à Sorocaba dans l'État de São Paulo pour la production des composants mécaniques et hydrauliques.

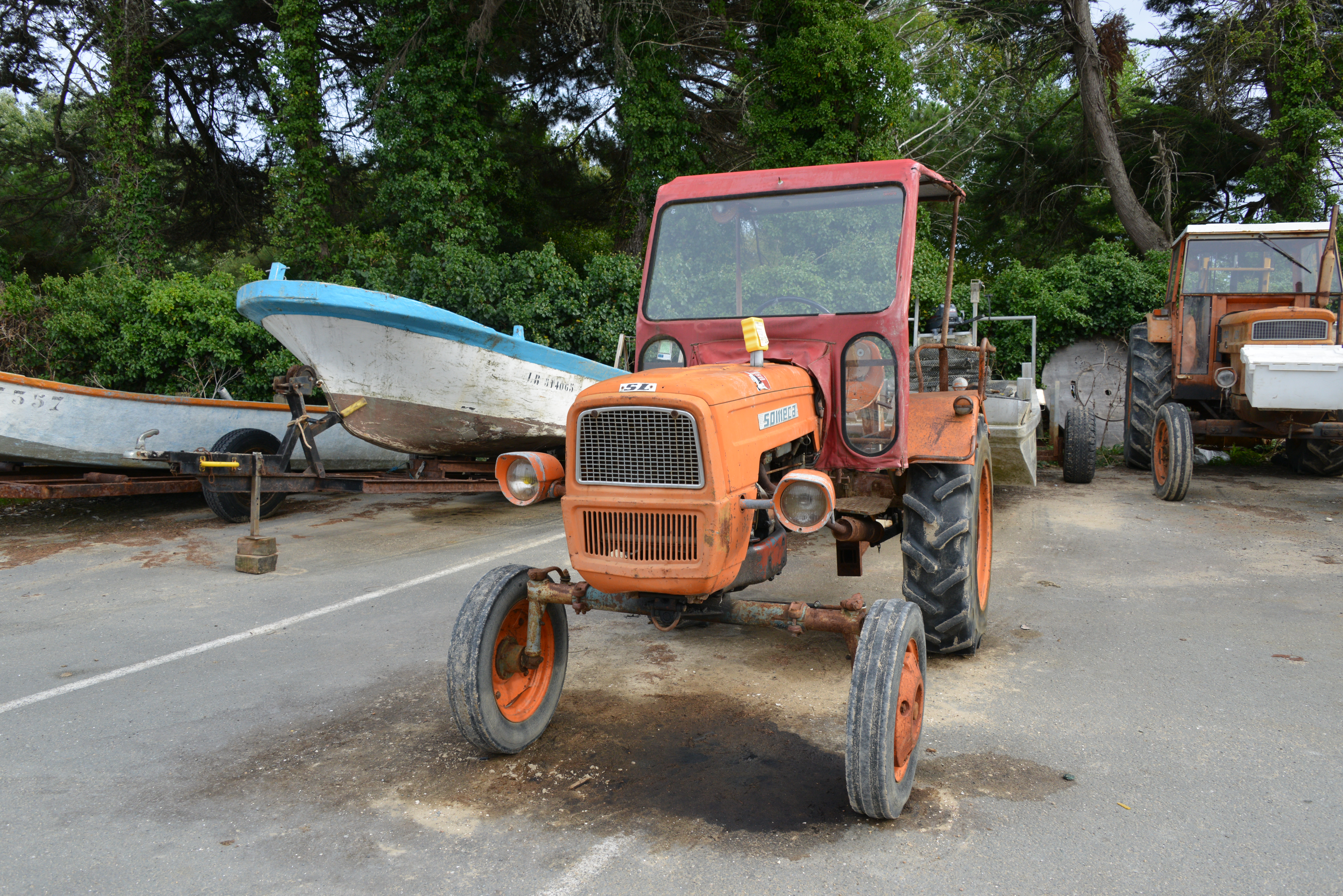
Tracteur Someca 215SL utilisé en ostréiculture

#### France
Fiat Someca était un constructeur de tracteurs agricoles français, créé en 1953 par Simca, alors filiale de Fiat Auto. De 1958 à 1966, Someca fait partie de Simca Industries. À partir de 1966, Someca est intégré dans Fiat Trattori qui deviendra FiatAgri en 1983 puis Fiat-New Holland Agriculture en 1993. 
En 1951, Fiat Simca rachète la division matériel agricole de la société MAP en faillite et crée la « SOciété de MECAnique de la Seine » - SOMECA. 
Le premier tracteur Fiat-Someca sera le DA 50 équipé d'un moteur Fiat-OM 40 de 3.770 cm3 développant 37 ch à 1.500 tr/min. Le modèle suivant, le SOM 40 lancé en 1957, connaîtra un énorme succès en France. Classé parmi les plus gros tracteurs jamais construits en France, il était équipé du moteur Fiat-OM COID/45, diesel 4 temps à injection directe de 4.165 cm3 donnant 45 Ch à 1.500 tr/min. Il sera fabriqué à 18 741 exemplaires jusqu’en 1964. Un vrai record pour l'époque ! 
Jusqu’en 1960, plus de 40.000 tracteurs Someca furent produits sur une base Fiat Trattori. À partir de 1965, avec le lancement de la Série 15 Diamant, Someca ne fabriquera que des modèles Fiat sous licence. 
Fiat Trattori a très longtemps conservé la marque Someca qui a toujours jouit d'une excellente réputation en France comme dans les pays francophones comme la Belgique. Pendant de nombreuses années, les tracteurs Fiat ont été commercialisés sous la marque Someca aussi du fait de la méfiance du français lambda envers les produits étrangers.
La gamme Fiat-Someca Diamant fabriquée en France comprenait les modèles suivants :
- 215 (1965-68)
- 315 (1965-68)
- 415 (1965-68)
- 615 (1965-68)
- 615AR (1965-68)
- 715 (1966-68)

#### Roumanie
UTB est l'acronyme d'Usina Traktorul Brazov. c'est un constructeur roumain de tracteurs agricoles. La société a été créée en 1925 pour construire des avions. À partir de 1946, sous la tutelle soviétique, la société est nationalisée et reconvertie dans les tracteurs agricoles fabriqués sous licence Fiat Trattori. En 1965, un nouvel accord de coopération est conclu avec le constructeur italien pour différencier les modèles en fonction du pays de commercialisation. Création de la marque UTB Universal pour les modèles distribués sur les marchés d'Europe de l'Est et Fiat pour les modèles réimportés par Fiat Trattori et commercialisés dans le réseau Fiat.

#### Turquie
Pour alimenter les pays de l'est du bassin méditerranéen, comme la branche Fiat Auto l'a fait avec Fiat Tofaş, le groupe Fiat dispose d'une filiale importante en Turquie Türk Traktör avec qui elle coopère depuis 1962. La société avait été créée en 1954 sous forme de société d'Etat avec l'aide technique de l'américain "Minneapolis-Moline Co." sous l'appellation Minneapolis Moline TürkTraktör - MMTT pour fabriquer des tracteurs américains sous licence.
Le constructeur turc s'engagea en 1962 avec Fiat Trattori en devenant titulaire d'une simple licence de production pour certains modèles de tracteurs agricoles commercialisés en Turquie sous la marque Fiat. Vu l'accueil très favorable réservé à ces modèles au détriment des vieux modèles d'origine américaine, en 1965, l'accord de coopération est complété et tous les modèles "Turk Traktor Série 15 Diamante" sont construits sous licence. La marque change de dénomination et devient Türk Fiat. En 1967, Fiat prend une participation de 37,5% dans la société turque en rachetant les actions détenues depuis sa création par l'américain White Motor Co. et finance la construction d'une nouvelle usine pour accroître la production avec les nouveaux modèles de la Série Nastro Oro. En juin 1978, le 100.000ème tracteur Fiat sort de l'usine turque.
Entre 1954 et 1990, le bilan global de Türk Traktör fait état d'une production de 250.135 tracteurs agricoles dont 245.256 modèles Fiat et 4.879 modèles Minneapolis Moline. Le 12 septembre 1992, l'Etat turk privatise la société et le groupe Koç rachète sa participation de 37,5%, identique à celle détenue par le groupe Fiat.
La filiale turque est toujours en activité et fabrique la gamme de modèles New Holland de faible puissance.

#### (ex) Yougoslavie
Comme en Turquie, le groupe Fiat a depuis le début des années 1950 collaboré au développement industriel et économique du pays dans le secteur automobile avec Zastava et dans le domaine des machines agricoles avec Tovarna aujourd'hui disparu. 
Tovarna a construit et assemblé plusieurs gammes de modèles de tracteurs agricoles notamment les Séries Fiat Diamante et Fiat Nastro Oro. Plusieurs milliers d'exemplaires ont même été importés en Italie pour y être distribués au sein du réseau officiel Fiat Trattori après la fin de sa fabrication en Italie. Ces modèles ne sont reconnaissables que par leur plaque constructeur qui mentionne l'usine de fabrication.

#### Maroc
Comme cela s'est produit dans beaucoup d'autres pays, le groupe Fiat a été présent au Maroc depuis le début des années 1950 et a largement collaboré au développement industriel et économique du pays dans le secteur automobile avec Somaca et dans le domaine des machines agricoles avec des accords de coopération locaux pour y assembler des tracteurs agricoles à roues et à chenilles commercialisés sous la marque Fiat dans une usine à Casablanca.

#### Afrique du Sud
Comme au Maroc, le groupe Fiat a été présent en Afrique du Sud, depuis 1950, avec une usine d'automobile Fiat South Africa jusqu'en 1984 et une usine d'assemblage à Pietermaritzburg, en coopération avec la société locale Vetsak. On ne connait ni la liste ni le nombre de tracteurs assemblés en CKD localement.

#### Australie
En Australie, Fiat Trattori a disposé à Sydney d'une usine pour le montage et l'assemblage des tracteurs. On ne connait ni la liste ni le nombre de tracteurs assemblés en CKD localement.

#### Suisse
En Suisse, Fiat Trattori avait depuis 1962 un contrat avec le constructeur local de machines agricoles Bucher Guyer SA pour la distribution sur le marché helvétique de toute la gamme de tracteurs agricoles du constructeur italien.
Ce contrat arriva à la suite de l'arrêt de la production par le constructeur suisse de ses fabrications haut de gamme, le faisant devenir un distributeur uniquement, mais avec son propre réseau très bien implanté dans la Confédération. Fiat Trattori prenant le relais des modèles suisses, est immédiatement propulsé en tête des ventes en Suisse pendant toute la décennie 1970.
On reconnait les tracteurs Série Diamante et Nastro Oro commercialisés dans le réseau suisse par la mention "Bucher" figurant en complément de la marque Fiat sur la parie frontale du capot.